# Ascochyta moelleriana
Ascochyta moelleriana är en svampart som beskrevs av Georg Winter 1884. Ascochyta moelleriana ingår i släktet Ascochyta, ordningen Pleosporales, klassen Dothideomycetes, divisionen sporsäcksvampar och riket svampar.   Inga underarter finns listade i Catalogue of Life.